# 馬庫尼夫
49°41′59″N 23°21′53″E / 49.69972°N 23.36472°E
馬庫尼夫（烏克蘭語：Макунів），是烏克蘭西部的村莊，隸屬利維夫州的亞沃里夫區。該村始建於1648年，面積11.47平方公里，海拔高度272米，2001年人口404，人口密度每平方公里35.24人。